# Berberis laojunshanensis
Berberis laojunshanensis là một loài thực vật có hoa trong họ Hoàng mộc. Loài này được T.S.Ying mô tả khoa học đầu tiên năm 1999.